# Dick Rahoi
Richard Allen „Dick“ Rahoi (* 30. November 1934 in Iron Mountain, Michigan; † 24. März 2016 ebenda) war ein US-amerikanischer Skispringer und späterer Kommunalpolitiker.

## Werdegang
Rahoi begann mit dem Skispringen in seiner Heimatstadt Iron Mountain. 1953 gewann er die Nordamerika-Junioren-Meisterschaften. Im darauffolgenden Jahr wurde er B-Klasse-Meister der Vereinigten Staaten. Nachdem er bei den Olympic Trials 1956 den zweiten Platz erreicht hatte, bekam er einen Startplatz bei den Olympischen Winterspielen 1956 in Cortina d’Ampezzo. Mit Rang 51 landete er dort jedoch nur auf dem letzten Platz.
Bei der Nordischen Skiweltmeisterschaft 1958 in Lahti erreichte Rahoi mit Sprüngen auf 64,5 und 60,5 Meter den 44. Platz.
Nach dem Ende seiner aktiven Karriere engagierte sich Rahoi in der lokalen Politik von Iron Mountain.